# Los Saicos
Los Saicos o semplicemente Saicos sono un gruppo proto-punk peruviano, originario di Lima, considerato precursore mondiale del punk ed attivo dal 1964 sino 1966.

## Storia del gruppo
Il gruppo era formato da ragazzi proveniente dal quartiere borghese Lince di Lima. I componenti erano Erwin Flores voce e chitarra, Francisco Guevara batterista, "El Chino" Carpio proveniente dai Los Steivos alla chitarra solista e César "Papi" Castrillón al basso.
All'inizio il gruppo si chiamava “Los Sadicos” ma cambiarono il nome togliendo la '''d''' e giocando sull'assonanza della parola con la marca di orologi seiko e il film Psyco.

## Discografia

### Album
- Wild Teen-Punk From Peru 1965 (1999) - Non official edition by Helectro Harmonix
- Saicos (2006) - Official album edited by Repsychled Records
- ¡Demolición! - The Complete Recordings (2010) Singles compilation [Box Set] by Munster Records

### Singoli
- 1965 - Come On / Ana (Dis Per)
- 1965 - Demolición / Lonely Star (Dis Perú)
- 1965 - Camisa de fuerza / Cementerio (Dis Perú)
- 1965 - Te Amo / Fugitivo de Alcatraz (Dis Perú)
- 1965 - Salvaje / El Entierro de Los Gatos (Dis Perú)
- 1966 - Besando a Otra / Intensamente (El Virrey)
- 1969 - El Mercenario / Un Poquito de Cariño (Dinsa)
- 2016 - Viejo y Enfermo / Tu Nombre En La Arena (MCA Studies)
- 2016 - La Casa de Arroz / El Mercenario (Radio Edit) (MCA Studies)